# 黃啟龍
黃啟龍（1923年—2010年）號伯翔，福建莆田人，上海美專畢業。精通國畫、西畫、設計，尤擅水墨花鳥，被譽為「牡丹王」。

## 生平
黃啟龍號伯翔，福建莆田人，一九二三年生，上海美專畢業，一生致力藝術教育工作，桃李遍中外。對國畫、西畫、設計，樣樣精通，有全能畫家美譽。為人謙和淡泊，作畫至勤，工寫兼擅，筆墨意境，韻味十足，從傳統中創新意，強調師造化，師心源，作品獲全國優等獎。應邀參加全國歷屆美展，國內外聯展百餘次，中外個展四十二次，入選中國當代及現代名人錄。作品為歐、美、日本、韓國、新馬等國珍藏。曾任全國第十屆美展籌備委員兼評審委員。
　　曾任國立師院藝術系，並兼銘傳學院商設系，實踐學院服設計系、國立藝術教育館、台北市立美術館國畫教授，曾合作大幅花鳥，致贈蔣經國總統、美國雷根總統、前任李登輝總統、得到殊榮。

## 設計
- 公賣局金龍牌香菸盒
- 台灣電力公司企業標誌

## 作品集
- 黃啟龍畫集
- 黃啟龍水墨畫集
- 水墨花鳥畫集
- 黃啟龍花鳥畫輯
- 看畫學畫
- 印染之美
- 黃啟龍畫集